# 애나 채프먼
안나 바실리예브나 쿠셴코(러시아어: А́нна Васи́льевна Ку́щенко, 1982년 2월 23일 ~ )는 간단히 영어식 인명 애나 채프먼(영어: Anna Chapman, 러시아어: Анна Чапман 안나 차프만[*])으로 잘 알려진 러시아의 첩보원이다.

## 내력
볼고그라드에서 태어났다. 아버지는 소련 국가보안위원회(KGB) 간부로 현재는 러시아 정부 외교관을 맡고 있다.
2003년에 러시아 민족 우호 대학교에서 경제학 학위로 졸업하였다. 그러나 전 남편 앨릭스 채프먼은 애나는 모스크바 대학교에서 경제학 학위를 취득했다고 증언하였다. 대학 졸업 후 영국의 항공사 넷제츠 유럽과 투자 은행 바클레이스에서 일했다.
2001년에 런던의 댄스 클럽에서 영국인 앨릭스 채프먼 (Alex Chapman)과 만나 이듬해 결혼하여, 남편의 성인 채프먼과 영국 국적을 취득하였다. 2006년에 이혼하였으나 성을 바꾸지 않았으며, 같은 해 10월 프로퍼티파인더(PropertyFinder)를 설립하고 사장이 된다.
2010년 2월 미국에 핵탄두 개발 계획의 정보를 수집하는 스파이로 미국에 입국하여 미국인 행세하며 첩보 활동을 하고 있었다. 2010년 6월 27일 다른 9명의 첩보원과 함께 일제히 검거됐다.
2010년 7월 8일, 미국과 러시아 간의 첩보원 교환을 통해 러시아로 송환되었다. 이후 러시아에서는 텔레비전 진행자 등으로 활동하고 있다.